# Spjutkastning för herrar i friidrott vid olympiska sommarspelen 1976
Herrarnas spjutkastning vid olympiska sommarspelen 1976 i Montréal avgjordes den 25-26 juli. 

## Medaljörer
| Gren          | Guld                   | Guld         | Silver                   | Silver  | Brons                       | Brons   |
| Spjutkastning | Miklós Németh · Ungern | 94,58 m (VR) | Hannu Siitonen · Finland | 87,92 m | Gheorghe Megelea · Rumänien | 87,16 m |

## Resultat

### Grupp A
| Placering | Totalt | Idrottare              | Försök | Försök | Försök | Resultat | Noteringar |
| Placering | Totalt | Idrottare              | 1      | 2      | 3      | Resultat | Noteringar |
| --------- | ------ | ---------------------- | ------ | ------ | ------ | -------- | ---------- |
| 1         | 1      | Seppo Hovinen (FIN)    | 89.76  | —      | —      | 89.76 m  |            |
| 2         | 2      | Miklós Németh (HUN)    | 89.28  | —      | —      | 89.28 m  |            |
| 3         | 6      | Jorma Jaakola (FIN)    | 83.84  | —      | —      | 83.84 m  |            |
| 4         | 7      | Piotr Bielczyk (POL)   | 82.56  | —      | —      | 82.56 m  |            |
| 5         | 8      | Michael Wessing (FRG)  | 75.98  | 78.28  | 82.54  | 82.54 m  |            |
| 6         | 9      | Terje Thorslund (NOR)  | 82.52  | —      | —      | 82.52 m  |            |
| 7         | 10     | Jānis Lūsis (URS)      | 82.08  | —      | —      | 82.08 m  |            |
| 8         | 14     | Gheorghe Megelea (ROM) | 80.28  | —      | —      | 80.28 m  |            |
| 9         | 16     | Hannu Siitonen (FIN)   | 79.38  | —      | —      | 79.38 m  |            |
| 10        | 19     | Sándor Boros (HUN)     | 77.60  | 77.18  | 70.06  | 77.60 m  |            |
| 11        | 20     | Ferenc Paragi (HUN)    | 73.54  | 77.48  | 75.76  | 77.48 m  |            |

### Grupp B
| Placering | Totalt | Idrottare               | Försök | Försök | Försök | Resultat | Noteringar |
| Placering | Totalt | Idrottare               | 1      | 2      | 3      | Resultat | Noteringar |
| --------- | ------ | ----------------------- | ------ | ------ | ------ | -------- | ---------- |
| 1         | 3      | Phil Olsen (CAN)        | 87.76  | —      | —      | 87.76 m  |            |
| 2         | 4      | Sam Colson (USA)        | 72.28  | 71.74  | 86.64  | 86.64 m  |            |
| 3         | 5      | Vasyl Jersjov (URS)     | 85.68  | —      | —      | 85.68 m  |            |
| 4         | 10     | Amado Morales (PUR)     | 82.08  | —      | —      | 82.08 m  |            |
| 5         | 12     | Valentin Dzhonev (BUL)  | 75.66  | 80.84  | —      | 80.84 m  |            |
| 6         | 13     | Bjørn Grimnes (NOR)     | 73.74  | 80.32  | —      | 80.32 m  |            |
| 7         | 15     | Anthony Hall (USA)      | 79.56  | —      | —      | 79.56 m  |            |
| 8         | 17     | Jacques Aye Abehi (CIV) | 74.76  | 78.40  | 70.10  | 78.40 m  |            |
| 9         | 18     | Richard George (USA)    | X      | 78.32  | 64.96  | 78.32 m  |            |
| 10        | 21     | Óskar Jakobsson (ISL)   | 72.78  | 71.90  | X      | 72.78 m  |            |
| 11        | 22     | Ghassan Faddoul (LIB)   | X      | 54.92  | 53.90  | 54.92 m  |            |
| —         | —      | Urs von Wartburg (SUI)  | X      | X      | X      | NM       |            |

## Final
| Placering | Idrottare              | Försök | Försök | Försök | Försök | Försök | Försök | Resultat | Noteringar |
| Placering | Idrottare              | 1      | 2      | 3      | 4      | 5      | 6      | Resultat | Noteringar |
| --------- | ---------------------- | ------ | ------ | ------ | ------ | ------ | ------ | -------- | ---------- |
| 1         | Miklós Németh (HUN)    | 94.58  | —      | —      | 83.32  | 84.76  | 86.84  | 94.58 m  | WR         |
| 2         | Hannu Siitonen (FIN)   | 87.92  | X      | 86.58  | X      | X      | 80.92  | 87.92 m  |            |
| 3         | Gheorghe Megelea (ROM) | 87.16  | 83.16  | 82.92  | 82.10  | X      | X      | 87.16 m  |            |
| 4         | Piotr Bielczyk (POL)   | X      | 77.90  | 86.50  | 81.00  | 82.28  | 82.94  | 86.50 m  |            |
| 5         | Sam Colson (USA)       | 77.70  | 85.08  | 86.16  | X      | X      | X      | 86.16 m  |            |
| 6         | Vasyl Jersjov (URS)    | 85.26  | X      | 77.06  | X      | 78.32  | 82.50  | 85.26 m  |            |
| 7         | Seppo Hovinen (FIN)    | 83.46  | 83.92  | 84.26  | X      | X      | X      | 84.26 m  |            |
| 8         | Jānis Lūsis (URS)      | 79.74  | 77.58  | 73.76  | 74.00  | X      | 80.26  | 80.26 m  |            |
|           |                        |        |        |        |        |        |        |          |            |
| 9         | Michael Wessing (FRG)  | 78.44  | X      | 79.06  |        |        |        | 79.06 m  |            |
| 10        | Terje Thorslund (NOR)  | 78.24  | X      | 76.48  |        |        |        | 78.24 m  |            |
| 11        | Phil Olsen (CAN)       | X      | X      | 77.70  |        |        |        | 77.70 m  |            |
| 12        | Amado Morales (PUR)    | 71.30  | X      | 75.54  |        |        |        | 75.54 m  |            |
| 13        | Bjørn Grimnes (NOR)    | X      | 73.24  | 74.88  |        |        |        | 74.88 m  |            |
| 14        | Valentin Dzhonev (BUL) | 73.16  | X      | 73.88  |        |        |        | 73.88 m  |            |
| 15        | Anthony Hall (USA)     | X      | 68.92  | 71.70  |        |        |        | 71.70 m  |            |
| —         | Jorma Jaakola (FIN)    | —      | —      | —      |        |        |        | DNS      |            |